# 경상북도독립운동기념관
경상북도독립운동기념관은 경상북도 안동시 임하면 소재의 독립 기념관이다.